# Masters of Formula 3 2006
De BP Ultimate Masters of Formula 3 2006 was de zestiende editie van de Masters of Formula 3. De race, waarin Formule 3-teams uit verschillende Europese kampioenschappen tegen elkaar uitkomen, werd verreden op 6 augustus 2006 op het Circuit Park Zandvoort.
De race werd gewonnen door Paul di Resta voor ASM Formule 3. Zijn teamgenoot Giedo van der Garde en ASL Mücke Motorsport-coureur Sébastien Buemi maakten het podium compleet.

## Inschrijvingen
| Team                            | No | Rijder              | Chassis | Motor       | Kampioenschap          |
| ------------------------------- | -- | ------------------- | ------- | ----------- | ---------------------- |
| ASM Formule 3                   | 1  | Paul di Resta       | Dallara | Mercedes    | Formule 3 Euroseries   |
| ASM Formule 3                   | 2  | Sebastian Vettel    | Dallara | Mercedes    | Formule 3 Euroseries   |
| ASM Formule 3                   | 3  | Kamui Kobayashi     | Dallara | Mercedes    | Formule 3 Euroseries   |
| ASM Formule 3                   | 4  | Giedo van der Garde | Dallara | Mercedes    | Formule 3 Euroseries   |
| Räikkönen Robertson Racing      | 5  | Mike Conway         | Dallara | Mercedes    | Britse Formule 3       |
| Räikkönen Robertson Racing      | 6  | Bruno Senna         | Dallara | Mercedes    | Britse Formule 3       |
| Räikkönen Robertson Racing      | 7  | Stephen Jelley      | Dallara | Mercedes    | Britse Formule 3       |
| Manor Motorsport                | 8  | Esteban Guerrieri   | Dallara | Mercedes    | Formule 3 Euroseries   |
| Manor Motorsport                | 9  | Kohei Hirate        | Dallara | Mercedes    | Formule 3 Euroseries   |
| Manor Motorsport                | 10 | Kazuki Nakajima     | Dallara | Mercedes    | Formule 3 Euroseries   |
| Carlin Motorsport               | 11 | Maro Engel          | Dallara | Mugen-Honda | Britse Formule 3       |
| Carlin Motorsport               | 12 | Oliver Jarvis       | Dallara | Mugen-Honda | Britse Formule 3       |
| Carlin Motorsport               | 14 | Mario Moraes        | Dallara | Mugen-Honda | Britse Formule 3       |
| Carlin Motorsport               | 15 | Christian Bakkerud  | Dallara | Mugen-Honda | Britse Formule 3       |
| Signature-Plus                  | 16 | Guillaume Moreau    | Dallara | Mercedes    | Formule 3 Euroseries   |
| Signature-Plus                  | 17 | Romain Grosjean     | Dallara | Mercedes    | Formule 3 Euroseries   |
| Signature-Plus                  | 18 | Tim Sandtler        | Dallara | Mercedes    | Formule 3 Euroseries   |
| Signature-Plus                  | 19 | Charlie Kimball     | Dallara | Mercedes    | Formule 3 Euroseries   |
| Fortec Motorsport               | 20 | Yelmer Buurman      | Dallara | Mercedes    | Britse Formule 3       |
| Fortec Motorsport               | 21 | Stian Sørlie        | Dallara | Mercedes    | Formule Renault 2.0 UK |
| Jo Zeller Racing                | 23 | Peter Elkmann       | Dallara | Opel        | Formule 3 Euroseries   |
| HBR Motorsport                  | 24 | Richard Antinucci   | Dallara | Mercedes    | Formule 3 Euroseries   |
| JB Motorsport                   | 25 | Ho-Pin Tung         | Lola    | Opel        | Recaro Formel 3 Cup    |
| JB Motorsport                   | 26 | Ferdinand Kool      | Lola    | Opel        | Recaro Formel 3 Cup    |
| Hitech Racing                   | 27 | James Jakes         | Dallara | Mercedes    | Britse Formule 3       |
| Hitech Racing                   | 28 | James Walker        | Dallara | Mercedes    | Britse Formule 3       |
| Hitech Racing                   | 30 | Salvador Durán      | Dallara | Mercedes    | Britse Formule 3       |
| ASL Mücke Motorsport            | 31 | Jonathan Summerton  | Dallara | Mercedes    | Formule 3 Euroseries   |
| ASL Mücke Motorsport            | 32 | Sébastien Buemi     | Dallara | Mercedes    | Formule 3 Euroseries   |
| Team I.S.R.                     | 33 | Filip Salaquarda    | Dallara | Opel        | Formule 3 Euroseries   |
| Bas Leinders Junior Racing Team | 34 | Michael Herck       | Dallara | Mercedes    | Formule 3 Euroseries   |
| Prema Powerteam                 | 35 | Alejandro Núñez     | Dallara | Mercedes    | Formule 3 Euroseries   |
| Prema Powerteam                 | 36 | Ronayne O'Mahony    | Dallara | Mercedes    | Formule 3 Euroseries   |
| Prema Powerteam                 | 37 | Paolo Nocera        | Dallara | Mercedes    | Formule 3 Euroseries   |
| Swiss Racing Team               | 39 | Max Nilsson         | Dallara | Opel        | Recaro Formel 3 Cup    |
| Van Amersfoort Racing           | 41 | Dominick Muermans   | Dallara | Opel        | Recaro Formel 3 Cup    |
| Van Amersfoort Racing           | 42 | Récardo Bruins      | Dallara | Opel        | Recaro Formel 3 Cup    |
| Promatecme UK                   | 43 | Alex Khateeb        | Lola    | Mugen-Honda | Britse Formule 3       |

## Race
| Positie | Nr. | Rijder              | Team                            | Ronden | Tijd/Verschil | Grid |
| ------- | --- | ------------------- | ------------------------------- | ------ | ------------- | ---- |
| 1       | 1   | Paul di Resta       | ASM Formule 3                   | 25     | 39:47.771     | 2    |
| 2       | 4   | Giedo van der Garde | ASM Formule 3                   | 25     | +0.476        | 1    |
| 3       | 32  | Sébastien Buemi     | ASL Mücke Motorsport            | 25     | +4.567        | 3    |
| 4       | 9   | Kohei Hirate        | Manor Motorsport                | 25     | +10.931       | 4    |
| 5       | 17  | Romain Grosjean     | Signature-Plus                  | 25     | +11.858       | 6    |
| 6       | 2   | Sebastian Vettel    | ASM Formule 3                   | 25     | +12.381       | 5    |
| 7       | 6   | Bruno Senna         | Räikkönen Robertson Racing      | 25     | +13.387       | 7    |
| 8       | 12  | Oliver Jarvis       | Carlin Motorsport               | 25     | +13.814       | 9    |
| 9       | 19  | Charlie Kimball     | Signature-Plus                  | 25     | +16.779       | 16   |
| 10      | 31  | Jonathan Summerton  | ASL Mücke Motorsport            | 25     | +17.485       | 8    |
| 11      | 3   | Kamui Kobayashi     | ASM Formule 3                   | 25     | +20.225       | 10   |
| 12      | 24  | Richard Antinucci   | HBR Motorsport                  | 25     | +21.135       | 17   |
| 13      | 34  | Michael Herck       | Bas Leinders Junior Racing Team | 25     | +21.672       | 11   |
| 14      | 16  | Guillaume Moreau    | Signature-Plus                  | 25     | +22.869       | 15   |
| 15      | 11  | Maro Engel          | Carlin Motorsport               | 25     | +23.648       | 14   |
| 16      | 15  | Christian Bakkerud  | Carlin Motorsport               | 25     | +24.637       | 20   |
| 17      | 35  | Alejandro Núñez     | Prema Powerteam                 | 25     | +37.052       | 18   |
| 18      | 7   | Stephen Jelley      | Räikkönen Robertson Racing      | 25     | +37.355       | 22   |
| 19      | 20  | Yelmer Buurman      | Fortec Motorsport               | 25     | +38.236       | 19   |
| 20      | 18  | Tim Sandtler        | Signature-Plus                  | 25     | +43.157       | 23   |
| 21      | 8   | Esteban Guerrieri   | Manor Motorsport                | 25     | +44.964       | 29   |
| 22      | 27  | James Jakes         | Hitech Racing                   | 25     | +45.350       | 26   |
| 23      | 30  | Salvador Durán      | Hitech Racing                   | 25     | +48.901       | 25   |
| 24      | 36  | Ronayne O'Mahony    | Prema Powerteam                 | 25     | +50.472       | 27   |
| 25      | 23  | Peter Elkmann       | Jo Zeller Racing                | 25     | +51.172       | 30   |
| 26      | 10  | Kazuki Nakajima     | Manor Motorsport                | 25     | +52.075       | 13   |
| 27      | 33  | Filip Salaquarda    | Team I.S.R.                     | 25     | +55.958       | 32   |
| 28      | 21  | Stian Sørlie        | Fortec Motorsport               | 25     | +1:01.558     | 34   |
| 29      | 37  | Paolo Nocera        | Prema Powerteam                 | 25     | +1:06.678     | 28   |
| 30      | 14  | Mario Moraes        | Carlin Motorsport               | 25     | +1:16.929     | 35   |
| 31      | 42  | Récardo Bruins      | Van Amersfoort Racing           | 25     | +1:18.123     | 33   |
| 32      | 41  | Dominick Muermans   | Van Amersfoort Racing           | 25     | +1:18.934     | 36   |
| 33      | 39  | Max Nilsson         | Swiss Racing Team               | 25     | +1:25.648     | 38   |
| 34      | 43  | Alex Khateeb        | Promatecme UK                   | 25     | +1:26.151     | 37   |
| DNF     | 25  | Ho-Pin Tung         | JB Motorsport                   | 20     | Uitgevallen   | 24   |
| DNF     | 5   | Mike Conway         | Räikkönen Robertson Racing      | 5      | Uitgevallen   | 12   |
| DNF     | 28  | James Walker        | Hitech Racing                   | 2      | Uitgevallen   | 21   |
| DNS     | 26  | Ferdinand Kool      | JB Motorsport                   | 0      | Niet gestart  | 31   |

1991 · 1992 · 1993 · 1994 · 1995 · 1996 · 1997 · 1998 · 1999 · 2000 · 2001 · 2002 · 2003 · 2004 · 2005 · 2006 · 2007 · 2008 · 2009 · 2010 · 2011 · 2012 · 2013 · 2014 · 2015 · 2016
Lijst van coureurs